# Гесс, Генрих фон
Барон Генрих Герман Иосиф фон Гесс (нем. Heinrich Hermann Joseph Freiherr von Heß; 1788—1870) — австрийский военачальник, фельдмаршал.

Герб барона Генриха фон Гесса со знаками рыцаря Верховного ордена Христа

## Биография
Начал службу в 1805 году штабным офицером.
Старшим лейтенантом отличился при Асперне и Ваграме, к 1813 году в чине капитана — снова на штабной работе. Во время Ста дней — майор в штабе Шварценберга. В межвоенный период был военным комиссаром в Пьемонте, получая военные знания, позже оказавшиеся неоценимыми для австрийской армии.
В 1831 году, когда Радецкий стал главнокомандующим в австрийской Италии, он сделал Гесса своим начальником штаба. Это положило начало сотрудничеству двух известных военных, которое, подобно Блюхеру и Гнейзенау, является классическим примером гармоничного сотрудничества между командующим и начальником штаба. Гесс на основе военных идей Радецкого, создавал новые планы учений для каждого рода войск, и, под их руководством, австрийская армия в Северной Италии, находясь в боевой готовности, стала лучшей в Европе.

### Войны с Италией1848—1849и1859
С 1834 по 1848 год Гесс был служил в Моравии и в Вене, в 1843 году получил чин фельдмаршал-лейтенанта.
С началом революции и войны в Италии был сразу направлен к Радецкому начальником штаба. В этих кампаниях против Карла Альберта, которые достигли кульминации в победе при Новарре, помощь Гесса командующему, благодаря его знанию противника, была особо ценной.
29 апреля 1849 года награждён российским орденом Святого Георгия II класса «За войну 1849 года».
От австрийского императора получил Командорский крест ордена Марии Терезии. В 1850 году Гесс получил чины тайного советника и фельдцейхмейстера и возглавил Императорский штаб. Он часто направлялся с миссиями в различные столицы, и в 1854 году встал во главе австрийских частей, размещённых в Галиции и Трансильвании, которые в ходе Крымской войны вынудили Россию к оставлению Молдавии и Валахии.
В 1859 году, незадолго до сражения при Мадженте, его направили в Италию, где он стал начальником штаба императора Франца Иосифа I, принявшего главное командование. После поражения при Сольферино вынужден был заключить перемирие в Виллафранка.
Произведён в фельдмаршалы в 1860 году. Год спустя, при отставке с должности начальника Императорского штаба, он был сделан капитаном гвардии драбантов.
Его могила находится на Венском центральном кладбище (группа 14A, номер 33).

## Награды
Австрийская империя и Австро-Венгрия
- Военный орден Марии Терезии командорский крест (1849)[3]
- Королевский венгерский орден Святого Стефана большой крест (1855)[3]
- Австрийский орден Леопольда большой крест[3]
- Крест «За военные заслуги»[3]
- Армейский крест 1813/1814 гг.[нем.]
- Крест за выслугу лет[итал.] 1-го класса (за 50 лет военной службы)

Российская империя
- Орден Святого Владимира 4-й степени[3]
- Орден Святой Анны 1-й степени[3] (27 января 1846) [4]
- Орден Святого Георгия 2-й степени (29 апреля 1849)[5]
- Орден Белого орла[3]
- Орден Святого Александра Невского (8 июля 1851)[6] с бриллиантовыми украшениями[3]

Королевство Пруссия
- Орден Чёрного орла[3]
- Орден Красного орла 1-й степени с мечами[3]
- Орден «Pour le Mérite»[3] (11 мая 1814); корона к ордену (18 июня 1864)[7]

Королевство Бавария
- Орден Гражданских заслуг Баварской короны большой крест[3] (1853)
- Орден Святого Михаила  большой крест[3] (1840)

Королевство Вюртемберг
- Орден Фридриха большой крест[3]

Великое герцогство Тосканское
- Орден Святого Иосифа большой крест[3]

Великое герцогство Баден
- Орден Церингенского льва большой крест[3] (1840)[8]

Королевство Ганновер
- Королевский Гвельфский орден большой крест[3] (1850)[9]

Великое герцогство Гессен
- Орден Людвига большой крест[3] (27 декабря 1840)[10]
- Орден Филиппа Великодушного большой крест[3] (4 августа 1858)[11]

Королевство обеих Сицилий
- Орден Святого Георгия и Воссоединения большой крест[3]

Сардинское королевство
- Орден Святых Маврикия и Лазаря командорский крест[3]

Пармское герцогство
- Константиновский орден Святого Георгия большой крест[3] (1849)

Святой Престол
- Орден Святого Григория Великого большой крест[3]
- Верховный орден Христа рыцарь[3]